# Berthelsdorf
Berthelsdorf este o comună din landul Saxonia, Germania.